# Desmia discrepans
Desmia discrepans is een vlinder uit de familie van de grasmotten (Crambidae), uit de onderfamilie van de Spilomelinae. De wetenschappelijke naam van deze soort is voor het eerst voorgesteld als Aediodes discrepans door Arthur Gardiner Butler in een publicatie uit 1887.

## Verspreiding
De soort komt voor in Indonesië (Papoea), Australië (Queensland) en de Solomonseilanden.

## Ondersoorten
- Desmia discrepans discrepans Butler, 1887 (Solomonseilanden)
- Desmia discrepans dissimulalis Rothschild, 1915 (Papoea)